# Емануел Сілва
Емануел Сілва  (порт. Emanuel Silva; нар. 8 грудня 1985) — португальський веслувальник, олімпійський медаліст.

## Виступи на Олімпіадах
| Олімпіада   | Дисципліна                   | Місце     |
| ----------- | ---------------------------- | --------- |
| Афіни 2004  | байдарка, 500 метрів         | 7 h2r2/3  |
| Афіни 2004  | байдарка, 1000 метрів        | 7         |
| Пекін 2008  | байдарка, 500 метрів         | 5 h2 r2/3 |
| Пекін 2008  | байдарка, 1000 метрів        | 4 h2 r2/3 |
| Лондон 2012 | байдарка-двійка, 1000 метрів | 2         |